# Яровщинская волость (Жиздринский уезд)
Яровщинская волость — волость Жиздринского уезда Калужской (с 1920 — Брянской) губернии. Административный центр — деревня Яровщина.

## История
Яровщинская волость образована в ходе реформы 1861 года. Первоначально в состав волости входило 10 селений: деревни Яровщина, Авдеевка, Озерская, Орля, Палом, село Песочня, посёлки Высокий Холм, Городицкое, Кресты, Сосничье, Стайки, а также выселки Круглое.
На 1880 год в составе волости числилось 8 511 десятин земли. Население волости составляло в 1880 году — 3 153, в 1896 — 4 401, в 1913 — 5 100 человек.
Церковный приход волости находился в селе Песочня — Церковь Успения Пресвятой Богородицы. «Кирпичная трёхпрестольная одноэтажная церковь с тёплой трапезной и колокольней построена в 1823 на средства жиздринского купца Фомы Барсукова. Закрыта и разрушена в середине XX века».
1 апреля 1920 года Жиздринский уезд и Яровщинская волость в его составе были перечислены в Брянскую губернию.
В 1924—1926 годах в ходе укрупнения волостей Яровщинская, Зикеевская, Кондрыкинская и часть Улемльской были объединены в Жиздринскую волость.
В 1929 году Брянская губерния и все её уезды были упразднены, а их территория вошла в состав новой Западной области.
С 1944 года территория Яровщинской волости относится к Жиздринскому району Калужской области.